# Taxi-Alarm
Ein Taxi-Alarm ist eine Alarmanlage für Taxis zum Schutz des Fahrers. Der Alarm wird vom Fahrersitz ausgelöst und kann nur durch einen versteckten Schalter im Motor- oder Kofferraum ausgeschaltet werden. Der Alarm lässt Scheinwerfer und hintere Fahrtrichtungsanzeiger blinken und löst zusätzlich eine Intervallfolge von Huptönen aus.
In Deutschland ist er nach § 25 der Verordnung über den Betrieb von Kraftfahrunternehmen im Personenverkehr (BOKraft) gesetzlich vorgeschrieben. 

## Stiller Alarm
Manche Fahrzeuge haben zusätzlich, beispielsweise durch rot blinkende LEDs im Taxischild, die Möglichkeit, einen stillen Alarm auszulösen. Bei älteren Fahrzeugen ohne integrierte LEDs im Taxischild kann das komplette Taxischild blinken.
Der Fahrer kann im Ernstfall entscheiden, ob er den lauten oder stillen Alarm auslöst. Dahinter steht die Überlegung, dass ein lauter Alarm den Angreifer gegebenenfalls provozieren und noch gefährlicher machen könnte.
In beiden Fällen wird oft automatisch die Taxizentrale informiert, sofern das Fahrzeug an eine angeschlossen ist. Dabei wird teilweise das Funkgerät automatisch durch einen Notfallkanal auf Senden gestellt. Die Verbreitung des Sprechfunks hat jedoch durch die Automatisierung im Taxigewerbe und die Verbreitung von Taxi-Apps abgenommen.